# Julia Krass
Julia Krass (Danbury, 7 de junio de 1997) es una deportista estadounidense que compite en esquí acrobático. Ganó una medalla de plata en el Campeonato Mundial de Esquí Acrobático de 2019, en la prueba de big air.

## Medallero internacional
| Campeonato Mundial | Campeonato Mundial         | Campeonato Mundial | Campeonato Mundial |
| Año                | Lugar                      | Medalla            | Competición        |
| ------------------ | -------------------------- | ------------------ | ------------------ |
| 2019               | Park City (Estados Unidos) | Medalla de plata   | Big air            |